# 古城山パーキングエリア
古城山パーキングエリア（こじょうざんパーキングエリア）は、岐阜県美濃市の東海北陸自動車道上り線（岐阜・一宮方面）のみにあるパーキングエリア。ぎふ大和パーキングエリアから27.6kmと距離がある。
無人のパーキングエリアで以前はトイレのみだったが、民営化されてから自動販売機が置かれるようになった。

## 道路
- E41 東海北陸自動車道

## 施設

### 上り線（名古屋・大阪方面）
- 駐車場
  - 大型7台
  - 小型11台
- トイレ
  - 男性　大3（和式1・洋式2）・小5
  - 女性　7（和式2・洋式5）
    - 同伴の男児用　1

  - 車椅子用　1
- 自動販売機　2

## 隣
E41 東海北陸自動車道
(6)美濃IC - 古城山PA（上り線のみ） - (7)美並IC